# 戸川夏也
戸川 夏也（とがわ なつや、本名：糸川勝也、1965年10月18日 - ）は、日本のAV男優、三療師。

## 人物・エピソード
- 熊本県生まれ、島根県松江市育ち[2]。中学校1年生で先輩の彼女を相手に童貞を喪失[2]。島根県立松江工業高等学校を経て推薦入学で[3]日本体育大学体育学部に進み、レスリング部で活動。上京当時、将来の職業として体育教師を志望していた。
- 日体大卒業後、自動車のセールスマンになったが向いていないと感じて退職、鍼灸学校に入学し、在学中の1993年にAV制作スタッフの知り合いから「ナンパしてお金がもらえるよ」と誘われてAVデビュー[3]。当時はAVだけで週に50万円の稼ぎがあったという[3]。
- アマチュアレスリングで鍛えた肉体と巨根を特徴とする。「追跡Fuck!!人妻土下座ナンパシリーズ」（シュガーワークス）では4Pの真打ちで登場し、強烈なバックでフィニッシュすることが多かった。
- 得意技は戸川固め。仰向けにした女優の両脚をまんぐり返しの要領で持ち上げ、そのV字に開いた両脚を後方から戸川の両脚でカニのように挟み込み女優の動きを固定する技。あわせて手マン責めに及ぶ事が多い。ペニぴったんと共に戸川の代名詞となっている。
- 大学生時代はヤリたくてヤリやくて仕方がなく、「もう誰でもいいって思う程」に精力が有り余っていた[3]。
- ナンパ撮影の後に物足りずにプライベートでナンパしており、プライベートでは、守備範囲が広くて40歳代でも50歳代でもイケる[3]。
- 経験人数は5000人[3]。
- 最盛期の月間のAV撮影現場数は60現場で、1日最高4現場[3]。
- AV撮影終了後も物足りないときがあり、プライベートでもセックスするほどであり、1日4回は余裕というほどの性豪[3]。
- アクロバティックなSEXが得意で、女優の前でビキニパンツからペニスを出す時、勃起したペニスが反り返りによって腹部と接触し、「ペチン！」と音が鳴る有様（通称"チン○ビッターン"、"ペニぴったん"もしくは"戸川式ししおどし"）であるが、作品によってはカットされることがある。2010年頃には、この所作を各映像作品から取り出し、楽曲付きでダイジェスト紹介する動画がYoutubeに投稿されるなど、戸川人気は一気に高まった。体育会系な風貌のため、ファンから「兄貴」と呼ばれ慕われることも多い。
- アクロバティックなSEXが得意であるが、視聴者にとって耳障りな大きな喋り声や喘ぎ声は出さないのが特徴。
- 撮影時には、HOMのスーパービキニを愛用。
- アマチュアレスリングでは競技者として復活し、2011年全日本マスターズ選手権に出場、C（46～50歳の部）85kg級で3位という好成績を修めている[4]。2012年にも全日本社会人選手権に出場し、74kg級で3位の成績を残している[5]。
- 2018年マケドニアの世界ベテランズレスリングで日本代表で出場して5位入賞
- 三療師の資格を持っている。
- 中学、高校の保健体育の教員免許を所持。
- 1999年度オレンジ通信AV男優大賞を受賞。